# مناقشه‌های سرزمینی در خلیج فارس
این مقاله به مناقشه‌های سرزمینی میان کشورهای پیرامون خلیج فارس در جنوب غربی آسیا می‌پردازد. این کشورها شامل ایران، عراق، کویت، عربستان سعودی، بحرین، قطر، امارات متحده عربی و عمان هستند.

## پیش‌زمینه

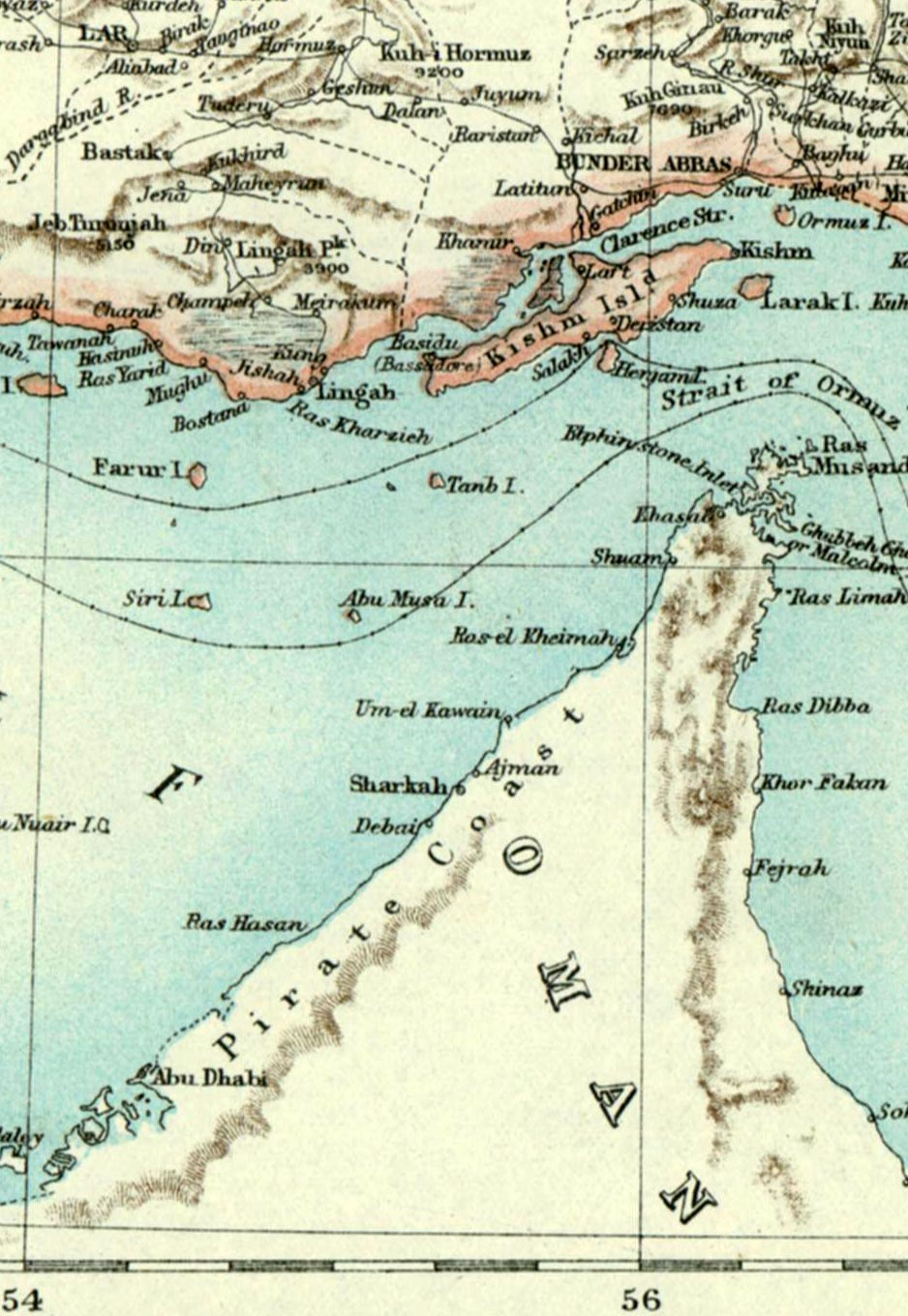
نقشه بریتانیا که تنگه هرمز را نشان می‌دهد

قبل از دوران نفت، کشورهای حوزه خلیج فارس تلاش چندانی برای تعیین قلمروهای خود انجام نمی‌دادند. اعضای قبایل عرب نسبت به قبیله یا شیخ خود احساس وفاداری می‌کردند و بر اساس نیاز گله خود در صحرای عربستان پرسه می‌زدند. مرزهای رسمی معنای کمی داشت و مفهوم وفاداری به یک واحد سیاسی مجزا وجود نداشت. اقتدار سازمان یافته محدود به بنادر و واحه‌ها بود. با نظارت دولت بریتانیا، مرزهای کویت، عراق و استان الحسا در عقیر در سال ۱۹۲۲ مشخص شد. امضای اولین امتیازات نفتی در دهه ۱۹۳۰ انگیزه جدیدی به این روند داد. مرزهای داخلی هرگز به درستی مشخص نشدند و فرصت‌هایی را برای مناقشه به‌ویژه در مناطقی با ارزشمندترین ذخایر نفتی ایجاد کردند. تا سال ۱۹۷۱، نیروهای تحت رهبری بریتانیا صلح و نظم را در خلیج فارس حفظ کردند و مقامات بریتانیایی در منازعات محلی داوری کردند. پس از عقب‌نشینی این نیروها و مقامات، ادعاهای قدیمی ارضی و خصومت‌های سرکوب‌شده قبیله‌ای مجدداً مطرح شد. مفهوم دولت مدرن - که توسط قدرت‌های اروپایی وارد منطقه خلیج فارس شد - و اهمیت ناگهانی مرزها برای تعیین مالکیت ذخایر نفتی، اختلافات حاد ارضی را برانگیخت.

## ادعای ایران بر بحرین

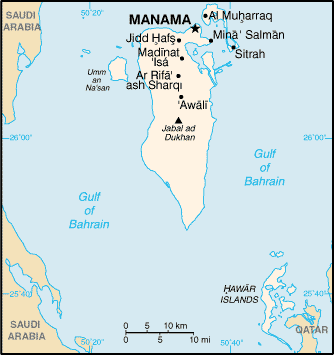
نقشه بحرین

ایران اغلب ادعای مالکیت بحرین را بر اساس تاریخ که این جزیره بخشی برجسته از امپراتوری ایران بوده و اشغال چند قرن پیش آن توسط پرتغالی‌ها مطرح کرده‌است. طایفه عرب آل خلیفه که از قرن هجدهم خاندان حاکم بر بحرین بوده‌اند، بارها وفاداری خود را به ایران نشان داده‌اند که با برافراشتن پرچم ایران بر روی ساختمان‌های رسمی در سال‌های پایانی قرن ۱۹ در زمان اختلاف با انگلیسی‌ها مطرح شده‌است. ایران در عوض دو کرسی برای بحرین در مجلس خود از سال ۱۹۰۶ تا ۱۹۷۱ به عنوان «استان چهاردهم» خود اختصاص داد. آخرین شاه ایران، محمدرضا پهلوی، با عقب‌نشینی انگلیسی‌ها از مناطق شرقی کانال سوئز در سال ۱۹۷۱، موضوع بحرین را با بریتانیا در میان گذاشت. ایران یک رفراندوم محدود و تحت حمایت سازمان ملل را برای تصمیم‌گیری دربارهٔ سرنوشت بحرین پیشنهاد داد. سازمان ملل اعلام کرد که افکار عمومی محدود (که تحت محدودیت‌های جدی که شامل تعداد کمی از نخبگان قبیله‌ای و سیاسی بود) طرفدار استقلال هستند. ایران نتیجه را به رسمیت شناخت و بحرین رسماً مستقل اعلام شد.

## ایران و امارات متحده عربی

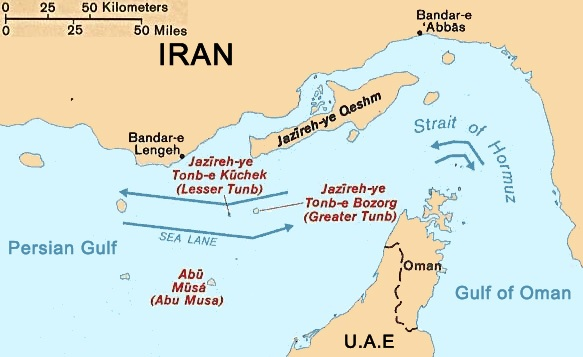
نقشه تنگه هرمز

در سال ۱۹۷۱، پس از خروج انگلیسی‌ها از منطقه، نیروهای ایرانی مدعی جزایر ابوموسی، تنب بزرگ و تنب کوچک در دهانه خلیج فارس شدند. ایرانیان ادعاهای خود را در مورد جزایر مطرح کردند. امارات نیز که خود را وارث امارت‌های شارجه و راس الخیمه می‌دانست، بر این جزایر ادعا داشت. بریتانیا موافقت کرده بود در ازای پس گرفته شدن ادعای ایران در مورد بحرین، اختیارات کامل جزایر سه‌گانه را به ایرانیان بدهد. در اواخر سال ۱۹۹۲، شارجه و ایران در مورد ابوموسی به توافق رسیدند، اما راس الخیمه با ایران در مورد تنب بزرگ و تنب کوچک به توافق نرسیده بود. امارات تلاش کرده‌است که این اختلاف را به دیوان بین‌المللی دادگستری بکشاند، اما ایران نپذیرفته‌است. تهران می‌گوید که این جزایر همیشه متعلق به این کشور بوده‌است، زیرا هرگز از مالکیت جزایر انصراف نداده‌است و آن‌ها بخشی از خاک ایران هستند.

## بحرین و قطر

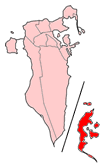
موقعیت جزایر حوار

از سال ۱۹۳۶، قطر و بحرین درگیر مناقشات ارضی بر سر جزایر حوار، فشت العظم، فشت دیبال، قطعه جراده و زباره بودند. عمده‌ترین اختلاف بر سر فشت دیبال در سال ۱۹۸۵ بود، پس از آن که بحرین شروع به ساخت استحکامات در این جزیره کرد. قطر این ساخت و ساز را نقض توافق موجود در سال ۱۹۷۸ دانست. در آوریل ۱۹۸۶، نیروهای قطری از طریق هلیکوپتر وارد جزیره شدند و آن را «منطقه محدود» اعلام کردند. آن‌ها چندین مقام بحرینی و ۲۹ کارگر ساختمانی استخدام‌شده توسط شرکت قراردادی هلندی بالاست ندام را دستگیر کردند. در ۱۲ می ۱۹۸۶، در پی اعتراضات هلند و میانجیگری چندین کشور عضو شورای همکاری خلیج فارس، بحرین و قطر به توافق رسیدند و پس از آن کارگران خارجی آزاد شدند. نیروهای قطری در ۱۵ ژوئن جزیره را تخلیه کردند.
در سال ۱۹۹۱ پس از آن که قطر پرونده‌ای را برای بررسی صلاحیت تصمیم‌گیری به دادگاه بین‌المللی دادگستری (ICJ) در لاهه هلند معرفی کرد، اختلافات دوباره شعله‌ور شد. دو کشور شکایات خود را مبنی بر اینکه کشتی‌های نیروی دریایی مربوطه آن‌ها کشتیرانی طرف مقابل را در آب‌های مورد مناقشه آزار داده‌اند، رد و بدل کردند. در سال ۱۹۹۶، بحرین اجلاس سران شورای همکاری خلیج فارس به میزبانی قطر را تحریم کرد و مدعی شد که آخرین اجلاس سران در قطر در سال ۱۹۹۰ به عنوان بستری برای تکرار ادعاهای ارضی خود نسبت به سایر کشورهای شورای همکاری خلیج فارس مورد استفاده قرار گرفته‌است. آن‌ها همچنین حمله سال ۱۹۸۶ قطر به فشت دیبال را دلیل عدم حضور خود عنوان کردند. این اختلافات توسط دیوان بین‌المللی دادگستری در ۱۶ مارس ۲۰۰۱ حل و فصل شد و به هر دو طرف به مقدار مساوی زمین اعطا شد و جزایر حوار (به استثنای جزیره جنان)، قطعه جراده و فشت العظم به بحرین داده شد و قطر نیز زباره، فشت دیبال و جنان را دریافت کرد.

## عراق و کویت

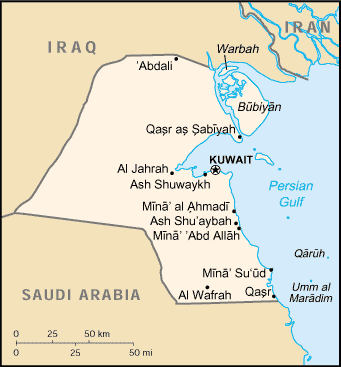
نقشه کویت

صدام حسین به عنوان یکی از بهانه‌های تهاجم خود به کویت در سال ۱۹۹۰، ادعای دیرینه عراق را بر کل کویت بر اساس مرزهای امپراتوری عثمانی احیا کرد. امپراتوری عثمانی در اواخر قرن نوزدهم بر کویت حاکمیت ضعیفی داشت، اما این منطقه در سال ۱۸۹۹ تحت حمایت بریتانیا قرار گرفت. در سال ۱۹۳۲، عراق به‌طور غیررسمی مرز خود با کویت را که قبلاً توسط انگلیسی‌ها مشخص شده بود، تأیید کرد. در سال ۱۹۶۱، پس از استقلال کویت و خروج نیروهای انگلیسی، عراق مجدداً ادعای خود را بر آن بر اساس وجود آن مناطق در ولایت بصره اعلام کرد. نیروها و هواپیماهای انگلیسی به کویت بازگردانده شدند. یک نیروی ۳٬۰۰۰ نفری به رهبری عربستان سعودی از اتحادیه کشورهای عربی که از کویت در برابر فشار عراق حمایت می‌کرد، به زودی جایگزین آن‌ها شد.
زمانی که حزب بعث پس از انقلاب ۱۹۶۳ در عراق به قدرت رسید، مسئله مرز دوباره مطرح شد. دولت جدید به‌طور رسمی استقلال کویت و مرزهایی را که عراق در سال ۱۹۳۲ پذیرفته بود به رسمیت شناخت. با این وجود، عراق در سال ۱۹۷۳ ادعاهای خود را بر جزایر بوبیان و وربه را احیا کرد و نیروهای خود را در مرز جمع کرد. در طول جنگ ایران و عراق ۱۹۸۰–۱۹۸۸، عراق به منظور بهبود دسترسی خود به خلیج فارس و موقعیت استراتژیک خود، برای اجاره طولانی مدت جزایر کویت را تحت فشار گذاشت. اگرچه کویت با عراق مخالفت کرد، روابط به دلیل مسائل مرزی و مذاکرات بی‌نتیجه دربارهٔ وضعیت جزایر تیره شد.
در اوت ۱۹۹۱، کویت عراق را متهم کرد که یک نیروهای عراقی با پشتیبانی قایق‌های توپدار به بوبیان حمله کرده‌اند، اما دفع شده و بسیاری از مهاجمان اسیر شده‌اند. بازرسان سازمان ملل دریافتند که عراقی‌ها با قایق‌های ماهیگیری آمده بودند و احتمالاً در جستجوی تجهیزات نظامی بودند که پس از جنگ خلیج فارس رها شده بود. کویت مظنون به اغراق در این حادثه بود تا بر نیاز خود به حمایت بین‌المللی در برابر دشمنی مداوم عراق تأکید کند.
پس از بازگشت حاکمیت به عراق در سال ۲۰۰۴، کویت در مورد ۵کیلومتر قرارداد «منطقه جدایی» با دولت عراق به عنوان بخشی از قطعنامه ۸۳۳ مذاکره کرد. این توافق در سال ۲۰۱۶ منقضی شد، اما هیچ‌یک از دولت‌ها نیروهای نظامی خود را به این منطقه منتقل نکرده‌اند. تنش‌ها بر سر اختلافات در مورد آب‌های قابل کشتیرانی تحت پوشش این توافقنامه از جمله خور عبدالله به وجود آمده‌است.
حوادث کوچکتری نیز، عمدتاً در امتداد جاده اصلی پیوستن به دو کشور در ایستگاه کنترل مرزی معروف به "K Crossing" رخ داده‌است. این‌ها شامل درگیری‌های کوچک شامل شلیک اسلحه سبک، تهدیدات ستیزه‌جویان برای انتقام از «تهاجمات کویت»، و «حادثه پاجرو» است. حادثه پاجرو نزدیک شدن به یک ایستگاه گذرگاه مرزی توسط چندین عامل عملیاتی بود که در اطراف یک مجموعه محدوده نزدیک مانور می‌دادند. نام این حادثه از خودروی حامل تیم گرفته شده‌است که معمولاً در کویت به نام پاجرو استفاده می‌شود. گزارش شده‌است که این حادثه به دلیل نقص در ناوبری توسط اپراتور معروف به «هاردر» رخ داده‌است. در حالی که هیچ درگیری رخ نداد، چندین تصادف به دلیل تلاش خودروهای پلیس «زه» برای راندن با سرعت بالا ایجاد شد. وزارت کشور کویت گزارش داده‌است که داعش هیچ تهدیدی برای مرزهای کویت ندارد.

## امارات متحده عربی و عربستان سعودی
دو مناقشه میان دو کشور بر سر آب‌های سرزمینی مورد ادعا از طریق زمین‌های متعلق به عربستان سعودی میان قطر و امارات متحده عربی وجود دارد. اعتقاد بر این است که طرف شرق به آب‌های سرزمینی امارات متحده عربی تعرض کرده و منجر به درگیری‌های جزئی میان دو کشور شده‌است.
دومین مناقشه در گستره غیرمعمول این آب‌ها از خط ساحلی عربستان است که توضیح می‌دهد که چگونه منطقه فوق فراتر از حد انتظار اماراتی‌ها است و توسط عربستان سعودی توجیه می‌شود. در حالی که هیچ نقشه‌ای در اینترنت وجود ندارد، اعتقاد بر این است که یک کریدور در امتداد مرز دریایی قطر/امارات در سمت قطر وجود دارد که تا مرز دریایی ایران ادامه دارد. در اسنادی که به سازمان ملل ارسال شده‌است به این موضوع اشاره شده‌است. انتظار می‌رود که ایران همچنین با هر کریدوری که مستقیماً آن‌ها را به عربستان سعودی مرتبط می‌کند مخالفت کند.

## بریمی

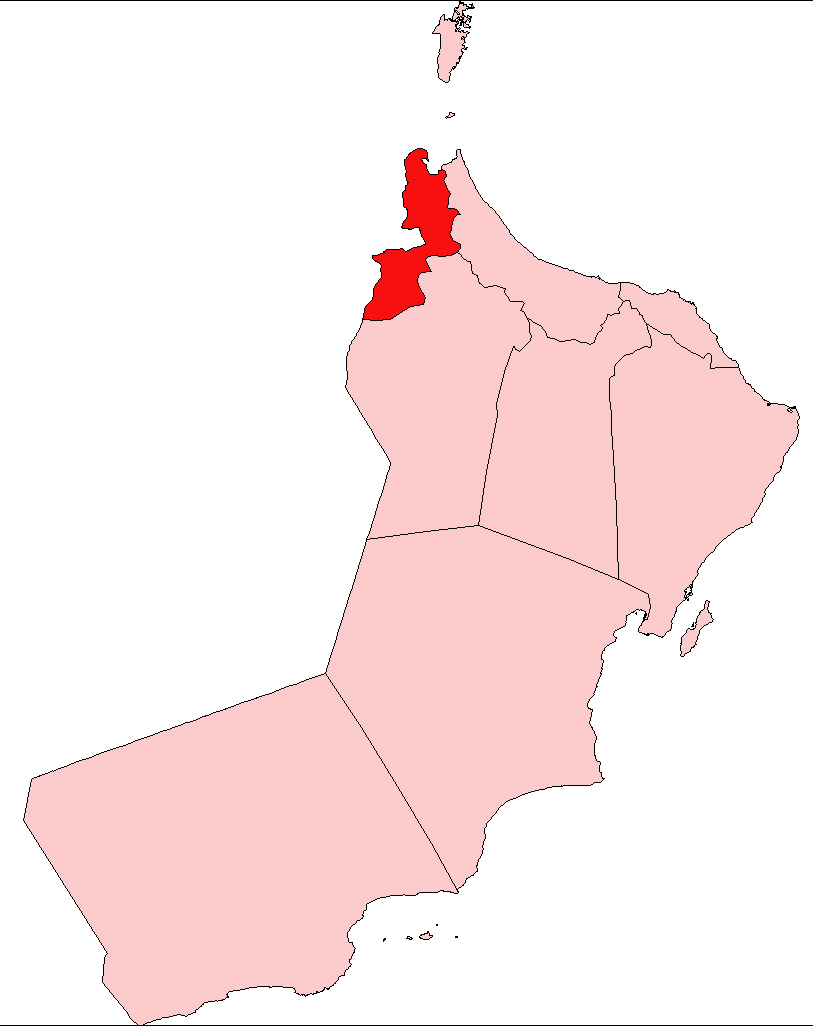
موقعیت بریمی در عمان

اختلاف نظر طولانی و شدید میان عمان و امارات ادعاهایی در مورد واحه بریمی بود که از قرن نوزدهم میان قبایل عربستان سعودی، ابوظبی و عمان مورد مناقشه قرار گرفت. اگرچه قبایل ساکن در ۹ شهرک این واحه اهل عمان و ابوظبی بودند، پیروان جنبش وهابیت که در عربستان کنونی سرچشمه گرفته بودند، به‌طور دوره‌ای این منطقه را اشغال کرده و خراج می‌گرفتند. اکتشاف نفت در دهه ۱۹۳۰ با ایجاد شرکت‌های فرعی توسط شرکت نفت عراق برای اکتشاف و بررسی منطقه آغاز شد. در اواخر دهه ۱۹۴۰، احزاب نظرسنجی آرامکو با محافظان مسلح سعودی شروع به کاوش در قلمرو ابوظبی کردند. مسائل با رویارویی غیرخشونت‌آمیز میان ابوظبی و عربستان سعودی در سال ۱۹۴۹ به اوج رسید که به نام «حادثه استوبارت» نامگذاری شده بود که نام یک افسر سیاسی بریتانیایی آن زمان بود. در سال ۱۹۵۲، عربستان سعودی یک نیروی کوچک پاسبانی تحت فرماندهی محمد بن ناصر بن ابراهیم الغسون و معاونش ترکی بن عبدالله العتیشان را برای اشغال حماسه، روستایی در واحه بریمی، روانه کرد. هنگامی که تلاش‌های داوری در سال ۱۹۵۵ شکست خورد، انگلیسی‌ها پیشاهنگان عمان را برای اخراج نیروهای عربستان سعودی اعزام کردند. پس از خروج بریتانیا از خلیج فارس، توافقی میان زاید بن سلطان آل نهیان ابوظبی و ملک فیصل پادشاه عربستان سعودی حاصل شد. بر اساس پیمان جده (۱۹۷۴)، عربستان سعودی ادعاهای ابوظبی و عمان را به واحه به رسمیت شناخت. در مقابل، ابوظبی موافقت کرد که یک کریدور زمینی به خلیج فارس در خور العدید و نفت یک میدان نفتی مورد مناقشه را به عربستان سعودی واگذار کند. برخی ازحوقق چرا و آب مورد مناقشه باقی ماند. در مارس ۱۹۹۰، عربستان سعودی مرزهای خود را با عمان در توافقنامه‌ای حل و فصل کرد که همچنین حقوق مشترک چرای دام و استفاده از منابع آبی را در نظر گرفت. جزئیات دقیق مرز فاش نشده‌است. اخیراً، اختلاف بر سر پروژه گاز دلفین باعث تجدید علاقه به قرارداد ۱۹۷۴ شده‌است.

## شبه‌جزیره مسندم

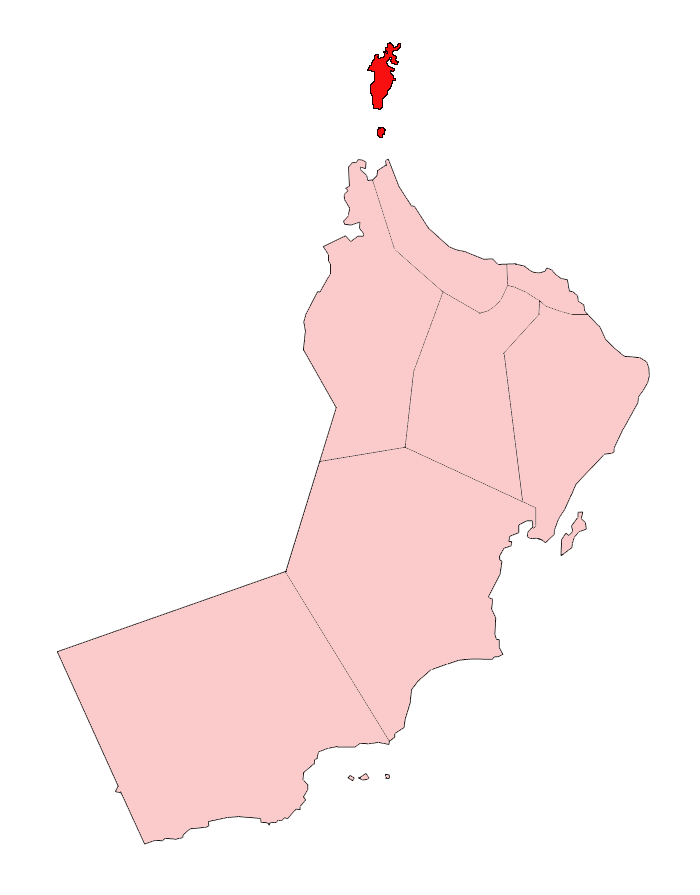
موقعیت مسندم در عمان

پیش از این، جدایی فیزیکی بخش جنوبی عمان از قلمرو آن در شبه‌جزیره مسندم، منبع اصطکاک میان عمان و امارت‌های مختلف همسایه بود که در سال ۱۹۷۱ به امارات تبدیل شدند. به نظر می‌رسد که اختلافات در مورد سرزمین مورد مناقشه پس از شروع جنگ ایران و عراق در سال ۱۹۸۰ فروکش کرده‌است.